# Luxembourgi repülőtér
A Luxembourgi repülőtér (francia nyelven: Aéroport de Luxembourg, német nyelven: Flughafen Luxemburg, Luxemburgi nyelven: Fluchhafe Lëtzebuerg) (IATA: LUX, ICAO: ELLX) Luxemburg egyetlen nemzetközi repülőtere, amely a főváros, Luxembourg közelében található. Éves utasforgalma 4 114 291 fő (2022).
A repülőtér 6 km-re a fővárostól és 40 km-re a németországi Triertől helyezkedik el. 1945-ben nyílt meg, korábban a helyén az 1930-as évektől egy kisebb repülőtér működött. A személyi forgalmat lebonyolító luxemburgi légitársaság a Luxair, a teherforgalomé a Cargolux.

## Futópályák
A repülőtér futópályái:
- 06/24 (4000 m, 60 m, aszfalt)

## Forgalom
Az utasforgalom az elmúlt években az alábbi módon változott:
| Utasok száma |      | 6372 | 106 345 | 632 516 | 810 021 | 1 021 602 | 1 297 996 | 1 573 825 | 2 197 331 | 4 114 291 |
|              | 1945 | 1954 | 1962    | 1971    | 1979    | 1988      | 1996      | 2005      | 2013      | 2022      |